# Hjuldampskibet Skirner
Hjuldampskibet Skirner blev bygget på Orlogsværftet i 1847. Det var udstyret med en motor på 120 HK.     

## Tekniske data

### Generelt
- Længde: 43,5 m
- Bredde:  6,9 m
- Dybdegående: 2,6 m
- Deplacement: 198,5 læster

### Armering
Artilleri: 2 styk 24 pund kanoner og 4 styk 4 pund kanoner.   

## Tjeneste
Søsat og færdigbygget i 1847. I årene 1850-1863 anvendt som postbåd på ruten Korsør-Kiel. Udgået 1871. 